# Panecillo (kulle i Antarktis)
Panecillo är en kulle i Antarktis. Den ligger i Sydshetlandsöarna. Argentina, Chile och Storbritannien gör anspråk på området. Toppen på Panecillo är 30 meter över havet.
Terrängen runt Panecillo är kuperad åt sydost, men åt nordväst är den platt. Havet är nära Panecillo åt nordost. Trakten är glest befolkad. Närmaste befolkade plats är Maldonado Station, 1,8 kilometer söder om Panecillo. 